# Alianza del Movimiento de Liberación de Dominica
El Partido Federal Caribeño fue un partido político en Dominica. Participó en las elecciones de 1980, recibiendo 8,4% de los votos pero sin obtener ningún escaño. No participó en elecciones posteriores.